# Procriosis albizona
Procriosis albizona är en fjärilsart som beskrevs av George Francis Hampson 1918. Procriosis albizona ingår i släktet Procriosis och familjen nattflyn. Inga underarter finns listade i Catalogue of Life.